# Richard Hauser (Volkswirt)
Richard Hauser (* 8. Oktober 1936 in München) ist ein deutscher Ökonom. Er ist emeritierter Professor für Volkswirtschaftslehre an der Johann-Wolfgang-Goethe-Universität Frankfurt am Main. Hauser forscht überwiegend über Einkommens- und Vermögensverteilung sowie über Armut.

## Leben
Von 1963 bis 1969 war er wissenschaftlicher Mitarbeiter an der Ludwig-Maximilians-Universität München. Hauser wurde 1968 promoviert über Vermögensumverteilung bei schleichender Inflation. Von 1969 bis 1971 war er post doctoral research fellow an der Yale University. Von 1974 bis 1977 war er Professor für Wirtschaftspolitik, insbesondere Arbeitsmarkt- und Sozialpolitik am Fachbereich Wirtschaftswissenschaften der Technischen Universität Berlin. Von 1977 bis 2002 war er Universitätsprofessor für Volkswirtschaftslehre, insbesondere Verteilungs- und Sozialpolitik am Fachbereich Wirtschaftswissenschaften der Johann Wolfgang Goethe-Universität Frankfurt am Main.
Richard Hauser wirkte politikberatend u. a. bei dem Armuts- und Reichtumsbericht von 2005 und brachte sich auch wiederholt in aktuelle politische Debatten mit Vorschlägen ein, wie zuletzt mit dem von ihm entwickelten 30-30-Modell zur Bekämpfung der Altersarmut.

## Stipendien und Preise
- 1969–1971: Post doctoral research fellowship der Max Kade Foundation
- 1972–1973: Habilitationsstipendium der Deutschen Forschungsgemeinschaft
- 1998–1999: Fellow des Hanse-Wissenschaftskollegs, Delmenhorst
- 2001: Verleihung des „Wissenschaftlichen Literaturpreises für die Sozialpolitik“ der Preller-Stiftung, Frankfurt am Main
- 2001–2002: Fellow des Wissenschaftskollegs zu Berlin
- 2008: Verleihung des Büchel-Preises des Sozio-oekonomischen Panels

## Schriften

### Monographien
- Vermögensumverteilung bei schleichender Inflation. Eine mikroökonomische Analyse der Umverteilung zwischen Wachstumstypen von Haushalten unter Berücksichtigung der Vermögensdispositionen bei schleichender Inflation. Lassleben, Kallmünz 1969.
- mit W. J. Mückl: Die Wirkungen der Inflation auf die Einkommens- und Vermögensverteilung, Zwei Literaturstudien. In: Schriftenreihe der Kommission für wirtschaftlichen und sozialen Wandel. Band 60. Göttingen 1975, ISBN 3-509-00840-5, S. 178–386, 423–484.
- mit H. Cremer-Schäfer, U. Nouvertné: Armut, Niedrigeinkommen und Unterversorgung in der Bundesrepublik Deutschland – Bestandsaufnahme und sozialpolitische Perspektiven. Frankfurt am Main, New York 1981, ISBN 3-593-32921-2.
- Ziele und Möglichkeiten einer sozialen Grundsicherung. Baden-Baden 1996, ISBN 3-7890-4164-5.
- mit W. Glatzer, S. Hradil, G. Kleinhenz, T. Olk, E. Pankoke: Ungleichheit und Sozialpolitik. Leske + Budrich, Opladen 1996, ISBN 3-8100-1637-3 (Bericht 2 zum sozialen und politischen Wandel in Ostdeutschland, herausg. vom Vorstand der Kommission für die Erforschung des sozialen und politischen Wandels in den neuen Bundesländern e.V. (KSPW)).
- mit Holger Fabig: Labor earnings and household income mobility in reunified Germany. Frankfurt am Main 1998.
- mit H. Stein: Das Immobilienvermögen privater Haushalte in der Bundesrepublik Deutschland. Eine mikroökonomische Analyse für Ost- und Westdeutschland auf der Basis der Einkommens- und Verbrauchsstichprobe 1993. Eigenverlag der Stiftung „Der Private Haushalt“, Düsseldorf 2000.
- mit H. Stein: Die Vermögensverteilung im vereinigten Deutschland. Frankfurt am Main, New York 2001, ISBN 3-593-36741-6.
- mit H.-J. Krupp, J. Hahlen, E. Hohmann, A. Reimann, G. Wagner, G. Arminger, K. U. Mayer, W. Müller, W. de Vries: Wege zu einer besseren informationellen Infrastruktur. Gutachten der vom Bundesministerium für Bildung und Forschung eingesetzten Kommission zur Verbesserung der informationellen Infrastruktur zwischen Wissenschaft und Statistik. Baden-Baden, 2001, ISBN 3-7890-7388-1.
- mit Irene Becker: Einkommensverteilung im Querschnitt und im Zeitverlauf 1973–1998. Eigenverlag des Bundesministeriums für Arbeit und Sozialordnung, Bonn 2001 (Forschungsbericht hrsg. vom Bundesministerium für Arbeit und Sozialordnung).
- mit Irene Becker: Anatomie der Einkommensverteilung – Ergebnisse der Einkommens- und Verbrauchsstichproben 1969–1998. edition sigma, Berlin 2003, ISBN 3-89404-981-2.
- mit Irene Becker: Soziale Gerechtigkeit – eine Standortbestimmung. Zieldimensionen und empirische Befunde. Berlin 2004, ISBN 3-89404-986-3.
- mit Irene Becker: Dunkelziffer der Armut – Ausmaß und Ursachen der Nicht-Inanspruchnahme zustehender Sozialhilfeleistungen. edition sigma, Berlin 2005, ISBN 3-89404-995-2.
- mit Irene Becker u. a.: Verteilung der Einkommen 1999–2003. Hrsg. vom Bundesministerium für Gesundheit und Soziale Sicherung. Eigenverlag, Bonn 2005, ISSN 1614-3639 (Forschungsprojekt im Rahmen der Armuts- und Reichtumsberichterstattung der Bundesregierung mit dem Obertitel „Lebenslagen in Deutschland“).
- mit Irene Becker: Nicht-Inanspruchnahme zustehender Sozialhilfeleistungen (Dunkelzifferstudie). Forschungsprojekt im Rahmen der Armuts- und Reichtumsberichterstattung der Bundesregierung mit dem Obertitel „Lebenslagen in Deutschland“. Hrsg. vom Bundesministerium für Gesundheit und Soziale Sicherheit. Eigenverlag, Bonn, ISSN 1614-3639.
- mit Irene Becker: Verteilungseffekte der Hartz-IV-Reform, Ergebnisse von Simulationsanalysen. edition sigma, Berlin 2006, ISBN 3-8360-8669-7.
- mit Irene Becker: Soziale Gerechtigkeit – ein magisches Viereck. Zieldimensionen, Politikianalysen und empirische Befunde. edition sigma, Berlin 2009, ISBN 978-3-8360-8704-9.

### Aufsätze
- Altersarmut in der Europäischen Union. In: WSI Mitteilung. 61. Jg. H. 3, 2008, ISSN 0342-300X, S. 125–132.
- Zukunft des Sozialstaats. In: Bernd Baron von Maydell, Franz Ruland, Ulrich Becker (Hrsg.): Sozialrechtshandbuch. 4. Auflage. Baden-Baden 2008, ISBN 978-3-8329-2895-7, S. 196–224.
- Mindestsicherungsleistungen in Deutschland – ein Plädoyer für eine harmonisierte Gesamtstatistik. In: Gabriele Rolf, Markus Zwick, Gert G. Wagner (Hrsg.): Fortschritte der informationellen Infrastruktur in Deutschland, Festschrift für Johann Hahlen zum 65. Geburtstag und Hans-Jürgen Krupp zum 75. Geburtstag. Baden-Baden 2008, ISBN 978-3-8329-3540-5, S. 359–368.
- Der 3. Armuts- und Reichtumsbericht der Bundesregierung – Diagnoseinstrument und Basis für Therapievorschläge. In: Wirtschaftsdienst. 88. Jg., H. 7, 2008, ISSN 0043-6275, S. 427–432, Download (.pdf, 264 kB).
- Persönliche Daseinsfürsorge und soziale Sicherung. In: Anton Rauscher (Hrsg.): Handbuch der Katholischen Soziallehre. Berlin 2008, ISBN 978-3-428-12473-2, S. 669–682.
- mit I. Becker, M. Grabka, P. Westerheide: Integrierte Analyse der Einkommens- und Vermögensverteilung. Hrsg. v. Bundesministerium für Arbeit und Soziales. Bonn 2008, ISSN 1614-3639.
- Gegenwärtige und zukünftige Altersarmut. In: Soziale Sicherheit. H. 11, 2008, ISSN 0490-1630, S. 386–390.
- Household income, poverty, and wealth. In: Rat für Sozial- und Wirtschaftsdaten (Hrsg.): Working Paper No. 53. Berlin Januar 2009.
- Armut in Deutschland. In: Peter Siller, Gerhard Pitz (Hrsg.): Politik der Gerechtigkeit. Zur praktischen Orientierungskraft eines umkämpften Ideals. Heinrich-Böll-Stiftung. Nomos, Baden-Baden 2009, ISBN 978-3-8329-4267-0, S. 65–84.
- Neue Armut im Alter. In: Wirtschaftsdienst. 89. Jg. H. 4, ISSN 0043-6275, S. 248–256.
- Vorschlag für eine inflationsindexierte Riesterrente. In: Soziale Sicherheit. H. 5, 2009, ISSN 0490-1630, S. 183–184.
- Die Entwicklung der Einkommens- und Vermögensverteilung in Deutschland in den letzten Dekaden. In: Thomas Druyen, Wolfgang Lauterbach, Matthias Grundmann (Hrsg.): Reichtum und Vermögen. Zur gesellschaftlichen Bedeutung der Reichtums- und Vermögensforschung. VS-GWV, Wiesbaden 2009, ISBN 978-3-531-15928-7, S. 54–68.

## Belege
1. ↑  Das 30-30-Modell zur Bekämpfung gegenwärtiger und künftiger Altersarmut, abgerufen am 27. August 2013

| Personendaten    | Personendaten    |
| ---------------- | ---------------- |
| NAME             | Hauser, Richard  |
| KURZBESCHREIBUNG | deutscher Ökonom |
| GEBURTSDATUM     | 8. Oktober 1936  |
| GEBURTSORT       | München          |